# Personaggi di World Trigger

Yuma Kuga ed Osamu Mikumo

Questa è la lista dei personaggi presenti nell'anime e manga World Trigger.

## Border
Sede centrale
Masamune Kido (城戸 正宗?, Kido Masamune)
Doppiato da: Takuya Kirimoto
Il Leader di Border, un uomo amaro con un volto sfregiato che odia tutti i Neighbors, e voleva eliminare Yuma e prendere il suo Black Trigger. Secondo Shinoda, tuttavia, era quello più vicino a Yugo e più commosso dalla sua morte, nonostante non lo mostrasse. Ha 42 anni.
Masafumi Shinoda (忍田 真史?, Shinoda Masafumi)
Doppiato da: Takeshi Kusao
Il Direttore Generale e Comandante dell'Unità di Autodifesa di Border, che è anche conosciuto come l'uomo più forte del quartier generale con un normale Trigger. Come Takumi, era uno studente di Yugo e ha 33 anni.
Eizō Netsuki (根付 栄蔵?, Netsuki Eizō)
Doppiato da: Bin Shimada
Il capo delle contromisure dei media, un uomo di mezza età dall'aspetto fragile con un naso prominente che è incline a esplosioni nervose. In situazioni di pericolo è sempre il primo a farsi prendere dal panico.
Motokichi Kinuta (鬼怒田 本吉?, Kinuta Motokichi)
Doppiato da: Kōzō Shioya
Il capo dello sviluppo del quartier generale, un uomo corto e tozzo con un temperamento corto, ma anche un profondo amore per i più piccoli. Si dice che abbia una figlia piccola. Ha 48 anni.
Katsumi Karasawa (唐沢 克己?, Karasawa Katsumi)
Doppiato da: Eiji Takemoto
Il responsabile operazioni affari esteri, un ragazzo calmo e recluso che preferisce ascoltare gli altri. È un avido negoziatore che crede che sia possibile negoziare con chiunque purché tu sappia cosa vuole. Ha 33 anni.
Kyōko Sawamura (沢村 響子?, Sawamura Kyōko)
Doppiata da: Hōko Kuwashima
Consigliere di direttore generale di Shinoda e direttore generale di Border. È una donna temperamentale che è infastita dalle molestie sessuali di Jin. Guarda anche Shinoda.

### Ramo Tamakoma
Tamakoma è una fazione di Border che crede che vicini e umani possano essere amici, e adotta un approccio più diplomatico nei loro confronti. Gli ingegneri della filiale di Tamakoma hanno creato vari trigger che sono molto più potenti di quelli del quartier generale.
Takumi Rindō (林藤 匠?, Rindō Takumi)
Doppiato da: Keiji Fujiwara
È il capo ramo della fazione Tamakoma, un uomo spensierato e amichevole. A causa delle sue esperienze passate, ha imparato che non tutti i Neighbor sono nemici della razza umana e quindi vuole fare amicizia con tutti coloro che sono buoni. Fu allievo del padre di Yuma, che lo guidò e lo addestrò quando era un nuovo arrivato alla Border. A causa di ciò, si sente in debito con il padre di Yuma e vuole dargli lo stesso trattamento che Yugo gli ha dato. Voleva che Yūma si unisse alla fazione Tamakoma,  tuttavia Yūma rifiutò all'inizio, accettando in seguito di unirsi come parte dell'Unità Mikumo.

#### Tamakoma-1
È una squadra che viene descritta come la più forte all'interno di tutta Border per via delle modifiche ai loro trigger, essendo molto simili a quelli che utilizzano i Neighbor; difatti gli è stato vietato di partecipare alle competizioni di rango. Tutti i suoi combattenti sono multi-ruolo
Reiji Kizaki (木崎 レイジ?, Kizaki Reiji)
Doppiato da: Tomoaki Maeno
Il capo della squadra. Ha esperienza come attaccante, artigliere e cecchino, ed è il mentore di Chika. È una persona solitamente calma e seria, ed è di solito quello che fa notare a Kirie che viene ingannato. Ha 21 anni
Kirie Konami (小南 桐絵?, Konami Kirie)
Doppiata da: Rie Kugimiya
Una ragazza selvaggia ma credulona. È molto credulona e crederà a quasi tutto ciò che la gente le dice. A causa di ciò, la gente spesso la prendere in giro, principalmente Yūichi, Kyōsuke e più tardi Yuma. Ha 17 anni.
Kyōsuke Karasuma (烏丸 京介?, Karasuma Kyōsuke)
Doppiato da: Jun Fukuyama
Un individuo amante del divertimento e arrogante, che diventa serio in combattimento. Ha guidato Osamu e Ai. Gli piace prendere in giro Kirie Konami, a causa della sua credulità. Ha 16 anni.
Shiori Usami (宇佐美 栞?, Usami Shiori)
Doppiata da: Eri Nakao
È attualmente operatore della Tamakoma-2, ma ha lavoratore anche per la Tamakoma-1 e per Jin. Tende a diventare troppo confidente a volte, il che infastidisce Jin. Ha anche creato la "Serie Yashamaru", un gruppo di Mole Mod sviluppate per gli agenti di formazione, ognuno con una "personalità" diversa, come descritto da Shiori.

#### Tamakoma-2/Unità Mikumo
L'Unità Mikumo è una nuova squadra formata da Osamu Mikumo (leader), Yūma Kuga, Chika Amatori e più tardi si aggregherà Hyuse. L'Unità fu formata perché Chika voleva unirsi alla squadra di spedizione per cercare il fratello e l'amica perduta e perché Replica chiese a Osamu di dare a Yuma un nuovo obiettivo. Osamu originariamente voleva che Yūma fosse il capitano della squadra, ma Yūma accettò di unirsi alla squadra solo a condizione che Osamu fosse il capitano. Attualmente sono al primo posto nella classifica B-Rank.
Yūma Kuga (空閑 遊真?, Kuga Yūma)
Doppiato da: Tomo Muranaka
Lui è un ragazzo di 15 anni ma con le sembianze di un bambino di 11 anni con i capelli bianchi. In realtà è un Neighbor giunto nella dimensione terrestre per cercare un amico del padre. Ha un alto livello di Trion e possiede un Black Trigger oltre ad una notevole abilità in combattimento che gli permettono di abbattere Neighbors in pochissimo tempo. È completamente ignorante sulla cultura giapponese, cosa che gli causa molti problemi al suo arrivo in Giappone. È entrato da poco a far parte del Border, ha formato un team con Osamu e Chika. È un assaltatore che usa Scorpion nelle battaglie e possiede un effetto collaterale che gli permette di smascherare le bugie. Attualmente è al grado B.
Osamu Mikumo (三雲 修?, Mikumo Osamu)
Doppiato da: Yūki Kaji
Lui è un agente Border di classe B con un basso livello di Trion e ha 15 anni. Viene spesso etichettato con il soprannome "Quattrocchi". È un tiratore che usa il trigger Raygust per difendersi e Asteroid per attaccare. Più avanti evolverà il suo stile di combattimento adoperando anche tecniche combinate come spider insieme ad Asteroid.  È il leader dell'unita Tamakoma-2, nota anche come Unità Mikumo. Attualmente è al grado B.
Chika Amatori (雨取 千佳?, Amatori Chika)
Doppiata da: Nao Tamura
Lei è un membro e cecchino dei Border di classe B con un livello immenso di Trion e ha 13 anni. A causa del suo livello di Trion viene spesso bersagliata dai Neighbor che hanno tentato due volte di rapirla, fallendo ma catturando suo fratello ed una sua amica. Per questo è intenzionata ad arrivare in classe A per poter entrare nel portale dimensionale e salvare le persone rapite dai Neighbor. Si unisce a border come cecchino nella squadra di Mikumo. Ha anche un effetto collaterale che le permette di sentire la presenza dei Soldati Trion. Inizialmente usa come forma di cecchino l'Ibis, poi, per via della sua paura di sparare alle persone, gli viene consigliato di usare il modello Lightning combinato con il lead bulet in questo modo non ferisci direttamente le persone ma le rallenta solamente

#### Altri
Yūichi Jin (迅 悠一?, Jin Yūichi)
Doppiato da: Yūichi Nakamura
Lui è un agente Border di classe A, precedentemente di classe S, che ha molto a cuore Yūma ed Osamu. Ritiene che gli umani ed i Neighbors possano diventare amici, distinguendo quindi tra Neighbor buoni e cattivi.
Yōtarō Rindō (林藤 陽太郎?, Rindō Yōtarō)
Doppiato da: Megumi Urawa
Il figlio proclamato dal signor Rindō. Dice spesso cose che non dovrebbe, come chiedere a Chika di sposarlo. In seguito si scoprì che era il principe del pianeta caduto noto come Aristera. Yotaro ha anche un capibara di animali domestici chiamato Raijinmaru (雷ラ丸) che si rivela essere anche il trigger regina del pianeta. Secondo gli extra del Volume 3, ha l'abilità Effetto Collaterale di parlare con gli animali.
Replica (レプリカ?, Repurika)
Doppiato da: Hideyuki Tanaka
Il guardiano di Yuma, creato da suo padre per proteggere Yuma e insegnargli il bene dal male. Ha informazioni su vari paesi che Yuma e suo padre hanno visitato. Fu lui a dire a Yuma di venire nel mondo umano. Replica raccontò la storia di Osamu Yuma, e gli chiese di dare a Yuma un nuovo obiettivo. Alla fine dell'invasione su larga scala da parte di Aftokrator, Replica è gravemente danneggiata. Mentre si trova in questo stato, con l'aiuto di Osamu, si infiltra nella nave nemica e riesce a rimandarla indietro. Mentre questo alla fine salvò Osuma e Chika, Replica non fu in grado di lasciare la nave. Al momento non si sa se sia riuscito a sopravvivere o se sia ancora "vivo" o meno.
Raijinmaru (雷神丸?)
Raijinmaru è un capibara femmina e vive nella sede della Tamakoma.

### Unità grado A

#### Unità Kazama
Sōya Kazama (風間 蒼也?, Kazama Sōya)
Doppiato da: Hikaru Midorikawa
Lui è il capitano della squadra, ha 21 anni ed è alto 1,58 metri.
Ryō Utagawa (歌川 遼?, Utagawa Ryō)
Doppiato da: Hiroaki Miura
Shirō Kikuchihara (菊地原 士郎?, Kikuchihara Shirō)
Doppiato da: Hisayoshi Suganuma
Kaho Mikami (三上 歌歩?, Mikami Kaho)
Doppiata da: Machiko Toyoshima

#### Unità Arashiyama
Jun Arashiyama (嵐山 准?, Arashiyama Jun)
Doppiato da: Nobuhiko Okamoto
Lui ha 19 anni ed è un agente Border di classe A e capitano della sua squadra (l'unità Arashiyama). Lui è una persona che ama divertirsi ed è molto carismatico, ha una sorella ed un fratello che però si sentono in imbarazzo quando c'è lui, inoltre subito dal primo incontro prova simpatia per Yuma ed Osamu.
Ai Kitora (木虎 藍?, Kitora Ai)
Doppiata da: Kana Hanazawa
Lei è un'agente Border di classe A che fa parte dell'unità Arashiyama, è capace di usare sia armi a medio raggio sia armi a corto raggio. È molto orgogliosa delle sue abilità che le hanno consentito di essere promossa in classe A durante le scuole medie.
Mitsuru Tokieda (時枝 充?, Tokieda Mitsuru)
Doppiato da: Yūta Kasuya
Lui è un agente Border di classe A che fa parte dell'unità Arashiyama che ha 16 anni, è un ragazzo tranquillo che non parla molto a differenza dei suoi compagni.
Ken Satori (佐鳥 賢?, Satori Ken)
Doppiato da: Kōta Nemoto
Haruka Ayatsuji (綾辻 遥?, Ayatsuji Haruka)
Doppiata da: Shiori Mikami

#### Unità Miwa
Shūji Miwa (三輪 秀次?, Miwa Shūji)
Doppiato da: Masakazu Morita
Lui è un agente del Border che ha 17 anni ed è capitano della sua unità, l'unità Miwa. Lui si è unito al Border perché odia i Neighbors visto che hanno ucciso sua sorella.
Yōsuke Yoneya (米屋 陽介?, Yoneya Yōsuke)
Doppiato da: Daisuke Kishio
Yosuke è un amante del divertimento e a differenza dei suoi compagni non odia i Neighbors ma il suo unico scopo è quello di avere delle battaglie con Yuma. Lui ha 17 anni.
Tōru Narasaka (奈良坂 透?, Narasaka Tōru)
Doppiato da: Yūsei Oda
Shōhei Kodera (古寺 章平?, Kodera Shōhei)
Doppiato da: Yasuhiro Takato
Ren Tsukimi (月見 蓮?, Tsukimi Ren)
Doppiata da: Chihiro Ikki

#### Unità Kusakabe
Shun Midorikawa (緑川 駿?, Midorikawa Shun)
Doppiato da: Yukiko Morishita

### Unità grado B

#### Unità Chano
Makoto Chano (茶野 真?, Chano Makoto)
Doppiata da: Kaori Takaoka
Lei è una ragazza di 16 anni, dopo essere salita al grado B ha formato la sua unità di cui lei è capitano.
Itsuki Fujisawa (藤沢 樹?, Fujisawa Itsuki)
Doppiato da: Umeka Shōji
Lui è un ragazzo di 16 anni e fa parte dell'unità Chano.
Megumi Tokura (十倉 恵?, Tokura Megumi)
Doppiata da: ???
Apparsa solo nel manga
Lei è l'operatore dell'Unità Chano e ha 18 anni.

#### Unità Azuma
Haruaki Azuma (東 春秋?, Azuma Haruaki)
Doppiato da: Kenji Hamada
Lui ha 25 anni, dopo essere salito al grado B ha formato la sua unità di cui è capitano.
Tsuneyuki Okudera (奥寺 常幸?, Okudera Tsuneyuki)
Doppiato da: Shintaro Okawa
Lui è un ragazzo di 16 anni e fa parte dell'unità Azuma.
Noboru Koarai (小荒井 登?, Koarai Noboru)
Doppiato da: Ryota Asari
Lui è un ragazzo di 16 anni e fa parte dell'unità Azuma.
Mako Hitomi (人見 摩子?, Hitomi Mako)
Doppiata da: Hyang-Ri Kim
Lei è una ragazza di 18 anni ed è l'operatore dell'unità Azuma.

## Neighbor

### Aftokrator
Hairein (ハイレイン?, Hairein)
Doppiato da: Nozomu Sasaki
Lamvanein (ランバネイン?, Ranbanein)
Doppiato da: Junichi Yanagita
Enedra (エネドラ?, Enedora)
Doppiato da: Toshio Furukawa
Hus (ヒュース?, Hyūsu)
Doppiato da: Nobunaga Shimazaki
Moira (ミラ?, Mira)
Doppiata da: Yurie Kobori
Visa (ヴィザ?, Viza)
Doppiato da: Hiroshi Naka